# Жайрем (аэропорт)
«Жайре́м» — аэропорт в одноимённом посёлке Улытауской области Казахстана.
Аэродром Жайрем 3-го класса, способен принимать воздушные суда Ан-24, Ан-26, Як-40 и более лёгкие, а также вертолёты всех типов.